# Święte Świętych

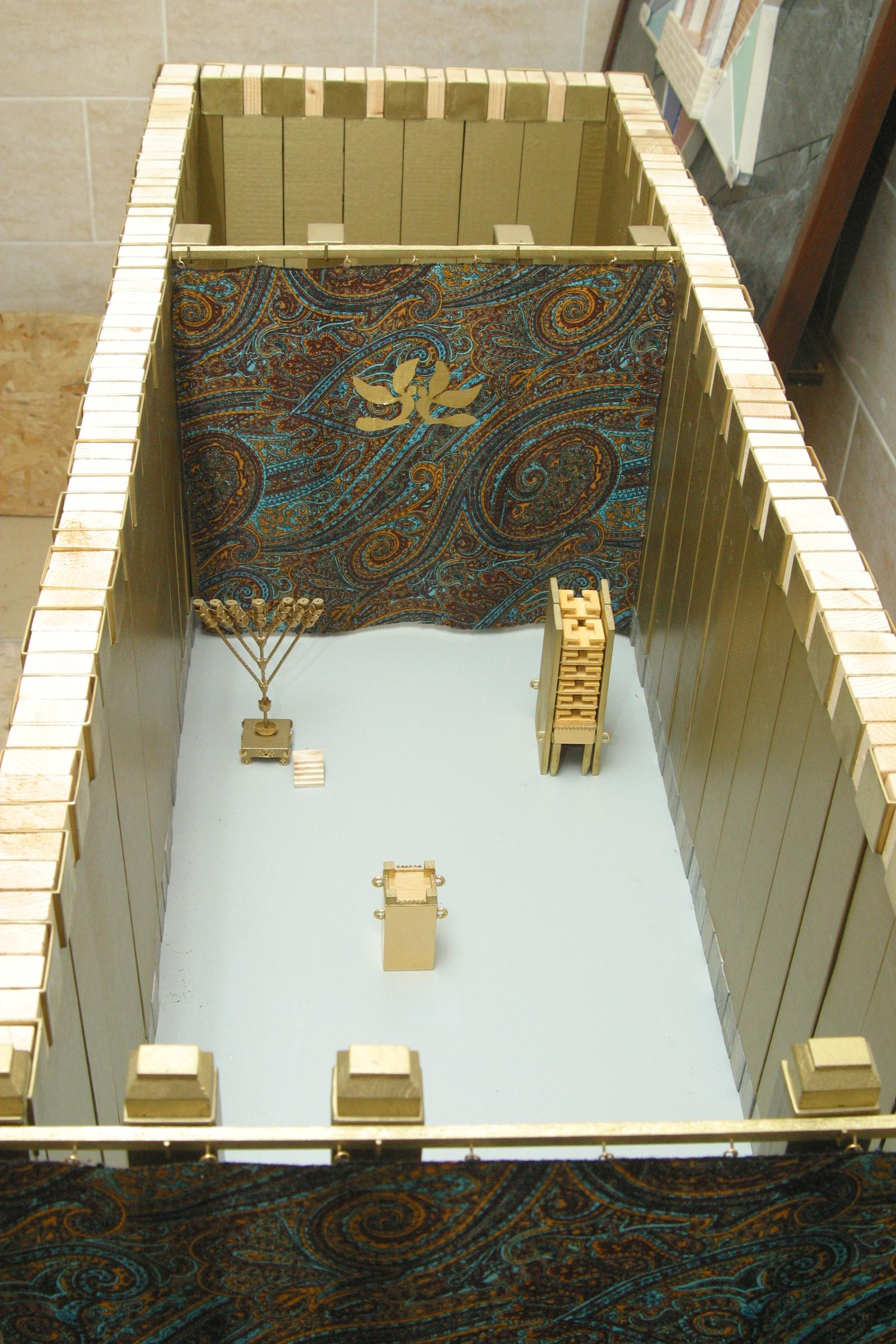
Model Namiotu Spotkania, za którym jest Sancta sanctorum

Święte Świętych lub Miejsce Najświętsze (hebr. קֹדֶשׁ הַקֳּדָשִׁים, Qṓḏeš HaqQŏḏāšîm; Kodesz ha-Kodaszim; jid. Kodsze-Kodoszim;  gr. άγια των αγίων hagia ton hagion; łac. Sancta sanctorum), a także debir (hebr. הַדְּבִיר, ha-dewir = „część ukryta”, „część niedostępna”, „wyrocznia” „miejsce najświętsze”) – w judaizmie najświętsze miejsce w biblijnym Namiocie Spotkania, w którym znajdowała się Arka Przymierza (ze świadectwem przymierza – tablicami z Dekalogiem), a po przybyciu Izraelitów do Jerozolimy także najświętsze miejsce w Świątyni Salomona. Święte Świętych istniało także w Drugiej Świątyni, ale teksty biblijne nie wspominają już o istnieniu w nim Arki Przymierza. Owo Miejsce Najświętsze miało być uświęcone obecnością Boga Jahwe (Szechina). Do tego miejsca nie wolno było nikomu wchodzić, z wyjątkiem arcykapłana, który raz w roku – w dniu Jom Kipur – mógł tam wejść, złożyć w ofierze kadzidło i wygłosić błogosławieństwo kapłańskie, podczas którego – także jedyny raz w roku – wypowiedzieć imię Boga.

## Święte Świętych w Namiocie Spotkania  i w Świątyni Jerozolimskiej
Święte Świętych było jednym z dwóch pomieszczeń w Namiocie Spotkania oddzielone od miejsca określanego jako Święte (qōdeš, kodesz) haftowaną zasłoną (hebr. pārōket, parochet, gr. καταπέτασμα; pārōket hā‘ēdût), a w opisywanej w 1 Księdze Królewskiej (1 Krl 6,16.31) Świątyni Salomona te dwa pomieszczenia oddzielone były od siebie ścianą z desek drewnianych, z drzwiami z drzewa oliwkowego.
Święte Świętych Namiotu Spotkania zajmowało powierzchnię na planie kwadratu o boku równym 10 łokciom i wysokości na 10 łokci, a drugie pomieszczenie (Miejsce Święte) było od niego dwa razy dłuższe, a tym samym miało dwa razy większą powierzchnię. Według The Jewish Encyclopedia (1906) Święte Świętych w Świątyni Jerozolimskiej było także zbudowane na planie kwadratu o boku równym 20 łokciom i wysokości na 20 łokci. Prawdopodobnie zarówno pomieszczenia w Namiocie Spotkania, jak i przestrzenie w Świątyni Jerozolimskiej miały takie same proporcje – pomieszczenie hekal (hebr. הֵיכָל, hejchal) było dwa razy dłuższe od pomieszczenie debir.

### Arka świadectwa (przymierza)
W Świętym Świętych znajdował się złoty ołtarz kadzenia i Arka świadectwa (’ărôn ‘ēdût), zwana także Arką przymierza, pokrytą z każdej strony złotem. Arka była manifestacją i miejscem obecności Boga Jahwe. W jej wnętrzu złożone było świadectwo przymierza (tablice z Dekalogiem). Po wybudowaniu Świątyni Salomona sprzęty z Miejsca Najświętszego  Namiotu Spotkania zostały przeniesione do nowego miejsca Świętego Świętych w świątyni. Według opisu Jana Damasceńskiego powołującego się na List do Hebrajczyków (Hbr 8, 13; 9, 2-5) „znajdowało się w niej naczynie złote z manną, laska Aarona, która zakwitła i tablice Przymierza. Według Majmonidesa  („Jad”, Bet ha-Beḥirah, IV. 1; Joma 23a) w Pierwszej Świątyni Arka została umieszczona na kamieniu, w którym z polecenia Salomona zostało wykonane zagłębienie, w którym Jozjasz złożył naczynie z manną i laskę (Hor. 12a; Ker. 5b; Joma 21a, 52a).
Także autor Listu do Hebrajczyków wspomina, że oprócz Tablic z Dekalogiem w Arce złożone było także złote naczynie z manną oraz laska Aarona, która zakwitła (Hbr 9,4), ale w Księdze Liczb na oznaczenie ulokowania tych przedmiotów używany jest przyimek z zaimkiem względnym en he, który nie oznacza „w której”, ale „przy której”, a więc werset Lb 17,25 mówi: „Połóż laskę Aarona przed [Arką] świadectwa, by się przechowała jako znak przeciw zbuntowanym”. 
Sama Arka była skrzynią wykonaną z drewna akacjowego. Miała wymiary 2,5 łokcia x 1,5 łokcia x 1,5 łokcia i była obustronnie (z zewnątrz i od wewnątrz) obita złotymi płytami, a od góry otwarta. W górnej części Arki wykonano złote wieńce w kształcie figur geometrycznych lub girlandy. Według komentarzy żydowskich ornament ten miał formę korony zwieńczającej Arkę, lekko ponad nią wystającą. Do czterech krawędzi w dole Arki przymocowane były cztery pierścienie, które służyły do umieszczania w nich akacjowych, pokrytych złotem drążków umożliwiających transport (Wj 25,15).
Święte Świętych istniało także w Drugiej Świątyni, ale teksty biblijne zasadniczo nie wspominają już o istnieniu w nim Arki Przymierza. Jedynie zawarta w Księdze Jeremiasza (Jr 3,16) zapowiedź zniknięcia Arki przymierza przewidywała zburzenie Jerozolimy i zniknięcie Arki. Tradycja żydowska oraz biblijna połączyła z osobą Jeremiasza kres znaczenia Arki przymierza w życiu religijnym Izraela (2 Mch 2,4-6). W Świątyni odnowionej za czasów Jozjasza Arka świadectwa miała wskazywać na ciągłość objawienia Boga Jahwe od czasów Mojżesza.

### Przebłagalnia
Niezwykle ważnym elementem Arki była Przebłagalnia, zwana także z hebrajskiego kaporet. Była to szczerozłota płyta, która przykrywała Arkę (Wj 25,21). Miała wymiary 2,5 łokcia × 1,5 łokcia, czyli wymiary odpowiadające długości i szerokości samej Arki.
Biblijny termin kappōret (w Septuagincie oddawany jako hilasterion, lub rzadziej epídema – „pokrywa”) pochodzi od rdzenia kpr (hebr. כּ-פּ-ר, kaf; pe; resz). W związku z tym, że to wspólny rdzeń z hebrajskim terminem kipur (hebr. כִּפּוּר), kapara (hebr. כַּפָּרָה), oznaczającym „przebaczenie za grzechy”, „odpokutowanie”, „pojednanie”, „okup”, to bywa tłumaczony jako „Przebłagalnia”. Zasadniczo jest terminem teologicznym, a w ujęciu technicznym kappōret jest rozumiane jako „pokrywa”.
Zróżnicowane tłumaczenia wynikają z różnych funkcji i odniesień tego słowa w Starym Testamencie. W Pięcioksięgu termin kipper związany jest z rytuałem kapłańskim i oznacza „dokonać obrzędu oczyszczenia”, „przebłagać Boga”. W Izraelu, w czasach biblijnych, w czasie obchodu święta Jom Kipur arcykapłan stawał przed Arką (a tym samym i przez Przebłagalną) i dokonywał obrzęd przebłagania za grzechy (Kpł 16,1-34; 23,26-32; Hbr 9,7). Wtedy także wygłaszał błogosławieństwo kapłańskie, podczas którego – jedyny raz w roku – wypowiadał imię Boga. Po wyjściu ze Świętego Świętych w dniu Jom Kipur arcykapłan musiał zmienić szaty i dokonać rytualnego obmycia całego ciała (Kpł 16,23n).

### Cheruby
Elementem przebłagalni były dwa cheruby, umieszczone przy obu krótszych krawędziach przebłagalni. Były zwrócone twarzami ku sobie oraz ku przebłagalni, czyli miały spuszczony wzrok pod kątem ok. 45° w stosunku do poziomej powierzchni płyty, a ich skrzydła były rozpostarte ku górze, sięgały ścian i łączyły się ze sobą, a równocześnie osłaniały przebłagalnię. 
Cheruby z Namiotu Spotkania były w Biblii opisywane jako wykute ze szczerego złota, a cheruby w Świątyni Salomona jako wykonane z drewna oliwkowego pokrytego złotem. Cheruby umieszczone w świątyni były dużo większe niż te z Namiotu Spotkania i miały wysokość 10 łokci.